# Changach
Changach är en by i distriktet Keiyo i provinsen Rift Valley i Kenya.